# Alexander Kerfoot
Alexander Kerfoot (né le 11 août 1994 à Vancouver dans la province de la Colombie-Britannique au Canada) est un joueur professionnel canadien de hockey sur glace. Il évolue au poste de centre.

## Biographie
Repêché au cinquième tour par les Devils du New Jersey lors du repêchage d'entrée dans la LNH 2012 alors qu'il évoluait dans la BCHL avec l'Express de Coquitlam, il rejoint les rangs universitaires américains en 2013 en s'alignant pour le Crimson de l'Université Harvard. Il se distingue surtout lors de sa dernière saison, en 2016-2017, alors qu'il réalise 45 points en 36 parties et se retrouve parmi les finalistes au trophée Hobey Baker, remis au meilleur joueur de hockey sur glace dans la NCAA.
Après avoir eu son diplôme d'Harvard, il décide de ne pas signer avec les Devils qui l'avaient repêché auparavant et devient agent libre. Ainsi, il signe pour deux ans avec l'Avalanche du Colorado le 23 août 2017. Il parvient d'ailleurs à intégrer la formation de cette équipe lors du début de la saison 2017-2018.
Le 1er juillet 2019, il est échangé aux Maple Leafs de Toronto avec Tyson Barrie et un choix de 6e tour en 2020 contre l'attaquant Nazem Kadri, du défenseur Calle Rosen et d'un choix de 3e tour en 2020.

## Statistiques
| Saison     | Équipe                   | Ligue      |     | Saison régulière | Saison régulière | Saison régulière | Saison régulière | Saison régulière |   | Séries éliminatoires | Séries éliminatoires | Séries éliminatoires | Séries éliminatoires | Séries éliminatoires |
| Saison     | Équipe                   | Ligue      | PJ  | B                | A                | Pts              | Pun              | PJ               | B | A                    | Pts                  | Pun                  |                      |                      |
| 2010-2011  | Express de Coquitlam     | LHCB       | 5   | 0                | 0                | 0                | 0                | 1                | 0 | 0                    | 0                    | 0                    |                      |                      |
| 2011-2012  | Express de Coquitlam     | LHCB       | 51  | 25               | 44               | 69               | 24               | 6                | 4 | 0                    | 4                    | 6                    |                      |                      |
| 2012-2013  | Express de Coquitlam     | LHCB       | 16  | 8                | 11               | 19               | 16               | -                | - | -                    | -                    | -                    |                      |                      |
| 2013-2014  | Université Harvard       | ECAC       | 25  | 8                | 6                | 14               | 8                | -                | - | -                    | -                    | -                    |                      |                      |
| 2014-2015  | Université Harvard       | ECAC       | 27  | 8                | 22               | 30               | 12               | -                | - | -                    | -                    | -                    |                      |                      |
| 2015-2016  | Université Harvard       | ECAC       | 33  | 4                | 30               | 34               | 16               | -                | - | -                    | -                    | -                    |                      |                      |
| 2016-2017  | Université Harvard       | ECAC       | 36  | 16               | 29               | 45               | 18               | -                | - | -                    | -                    | -                    |                      |                      |
| 2017-2018  | Avalanche du Colorado    | LNH        | 79  | 19               | 24               | 43               | 28               | 6                | 2 | 0                    | 2                    | 2                    |                      |                      |
| 2018-2019  | Avalanche du Colorado    | LNH        | 78  | 15               | 27               | 42               | 38               | 12               | 0 | 3                    | 3                    | 6                    |                      |                      |
| 2019-2020  | Maple Leafs de Toronto   | LNH        | 65  | 9                | 19               | 28               | 32               | 5                | 0 | 3                    | 3                    | 2                    |                      |                      |
| 2020-2021  | Maple Leafs de Toronto   | LNH        | 56  | 8                | 15               | 23               | 12               | 7                | 1 | 5                    | 6                    | 4                    |                      |                      |
| 2021-2022  | Maple Leafs de Toronto   | LNH        | 82  | 13               | 38               | 51               | 20               | 7                | 1 | 1                    | 2                    | 4                    |                      |                      |
| 2022-2023  | Maple Leafs de Toronto   | LNH        | 82  | 10               | 22               | 32               | 30               | 11               | 2 | 0                    | 2                    | 4                    |                      |                      |
| 2023-2024  | Coyotes de l’Arizona     | LNH        | 82  | 13               | 32               | 45               | 26               | -                | - | -                    | -                    | -                    |                      |                      |
| 2024-2025  | Club de hockey de l'Utah | LNH        | 81  | 11               | 17               | 28               | 14               | -                | - | -                    | -                    | -                    |                      |                      |
| Totaux LNH | Totaux LNH               | Totaux LNH | 605 | 98               | 194              | 292              | 200              | 48               | 6 | 12                   | 18                   | 22                   |                      |                      |

## Trophées et honneurs personnels

### Ligue de hockey de la Colombie-Britannique (LHCB)
- 2011-2012 : 
  - nommé dans la première équipe d'étoiles de l'association Coastal
  - nommé joueur au meilleur esprit sportif de l'association Coastal
  - nommé meilleure recrue de l'association Coastal
  - nommé dans l'équipe des recrues

### National Collegiate Athletic Association (NCAA)
- 2015-2016 : nommé dans la troisième équipe d'étoiles de l'ECAC
- 2016-2017 : 
  - nommé dans la deuxième équipe d'étoiles de la région Est de la NCAA
  - finaliste du trophée Hobey-Baker du meilleur joueur de hockey de la NCAA